# ذره اپسیلون
ذره اپسیلون یکی از ذرات بدون طعم است جزء مزون‌ها دسته‌بندی می‌شود که از یک کوارک افسون و یک پاد کوارک تَه ساخته شده‌است و در سال ۱۹۷۷ توسط لئو لدرمن در آزمایشگاه فرمی کشف شد نیمه عمر این ذره 1.21x10−20 ثانیه و جرمش حدود ۱۰ گیگا الکترون ولت است.